# Odenplan (tunnelbanestation)
Odenplan är en station längs Gröna linjen inom Stockholms tunnelbana, belägen i stadsdelen Vasastan i Stockholms innerstad.
Det är en underjordsstation som ligger under Karlbergsvägen mellan Odenplan och Västmannagatan. Avståndet från station Slussen är 3,4 kilometer. Stationen har en plattform som ligger cirka 9 meter under marken och har två biljetthallar. Norr om stationen finns ett vändspår, vilket möjliggör för söderifrån kommande tåg att vända vid Odenplan.
Under och i direkt anslutning till tunnelbanestationen ligger pendeltågsstationen Stockholm Odenplan.

## Historia
Odenplan planerades som en grenstation för en bangren mot Huvudsta. Endast mindre försvarsarbeten utfördes för denna avgrening. 
Det var vid Odenplan invigningen av tunnelbanan Hötorget–Vällingby förrättades av prins Bertil den 26 oktober 1952, medan biljetthallen i norra änden (Karlbergsvägen 24) öppnades först den 22 december 1961.
Mellan 1963 och 1989 låg Stockholms Spårvägsmuseum i ett skyddsrum under plattformen innan det flyttades till Södermalm. Den konstnärliga utsmyckningen utgörs av en på perrongen placerad monter där nyutexaminerade elever från olika konstskolor kan få ställa ut arbeten. Dessa byts ungefär var tredje månad. Montern är ritad av arkitekt Yorgo Turac och färdigställdes 1996.

## I populärkulturen
I Martin Beck-filmen Spår i mörker (1997) får historien sin upplösning på just Odenplans T-banestation (av någon anledning är dock slutscenerna på perrongen inspelade på S:t Eriksplans tunnelbanestation).
Det brittiska rockbandet The Troggs spelade år 1966 in en musikvideo till deras stora hitsingel "Wild Thing" på stationens plattform.

## Galleri

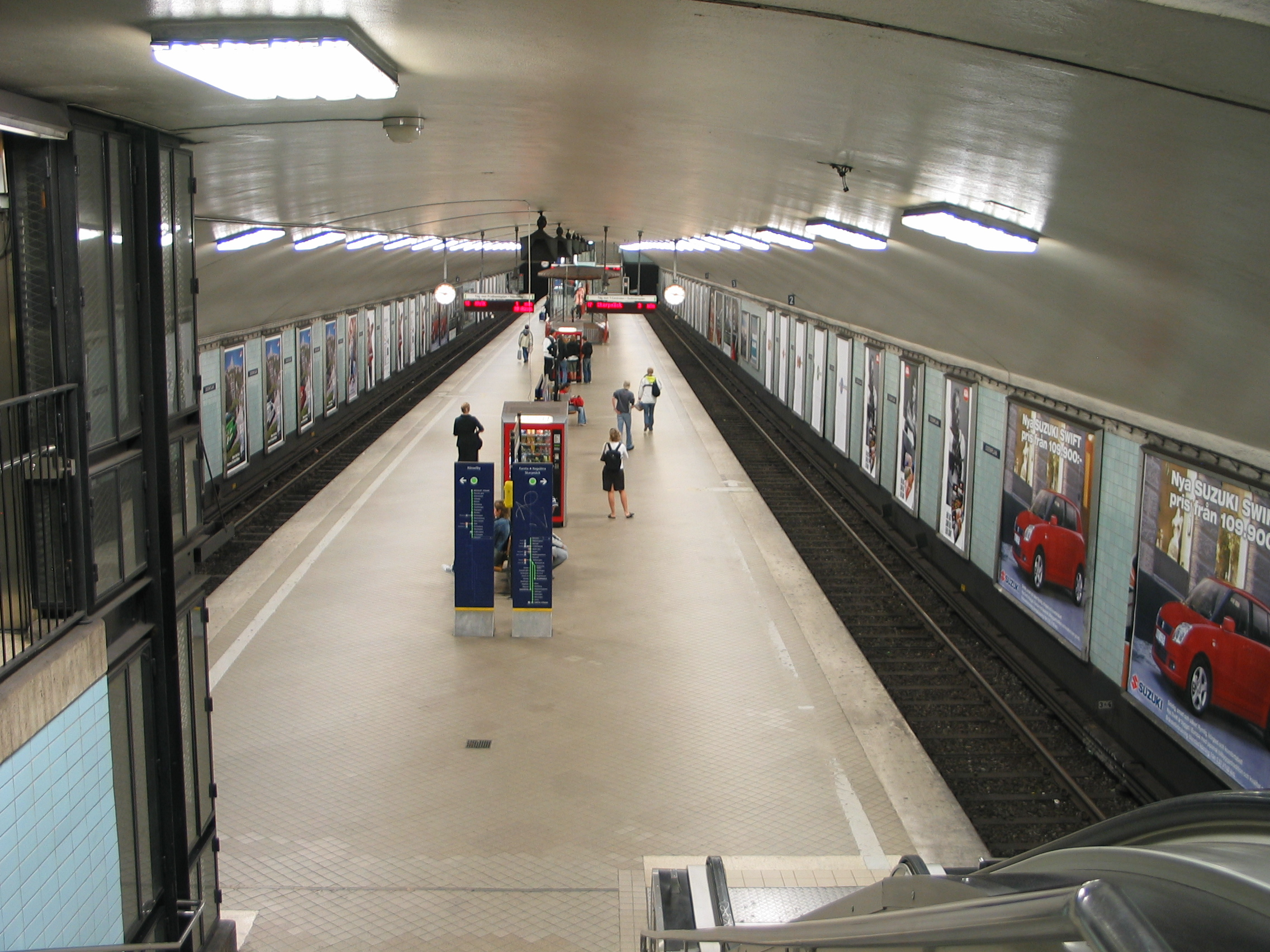
Perrongen i augusti 2005.
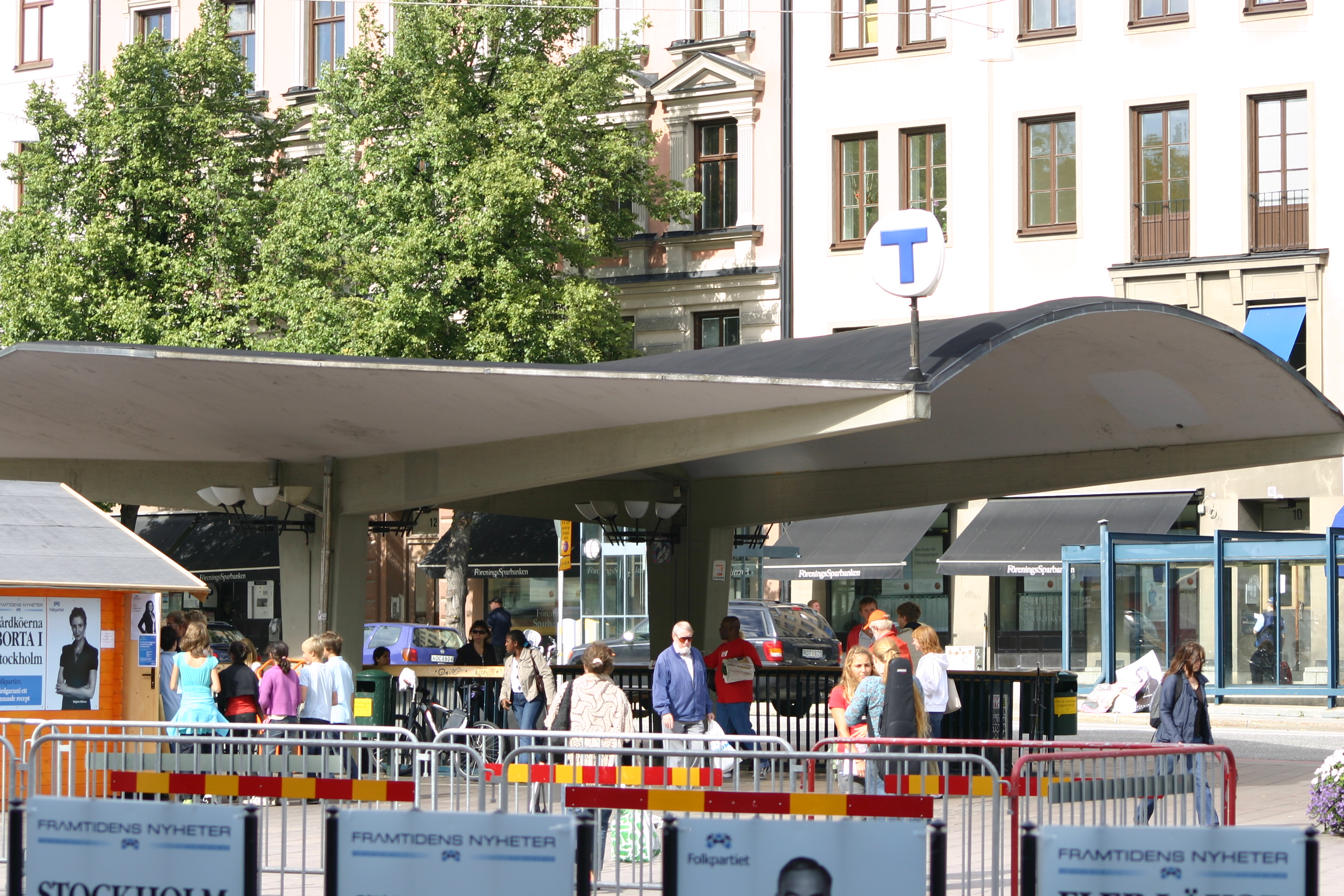
Uppgången mot Odenplan 2006 (skärmtaket är numera rivet).
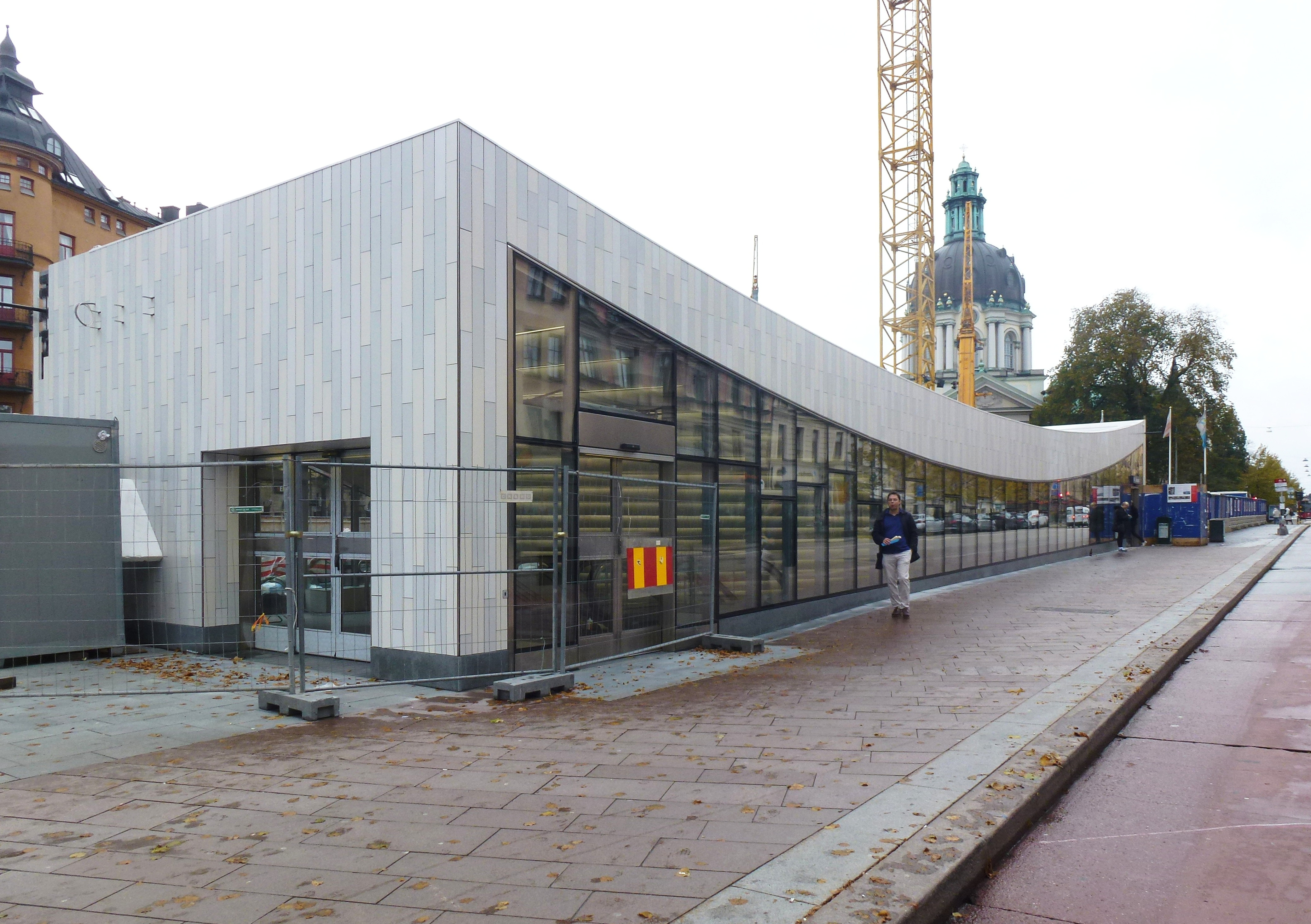
Nya entrébyggnaden i oktober 2014.
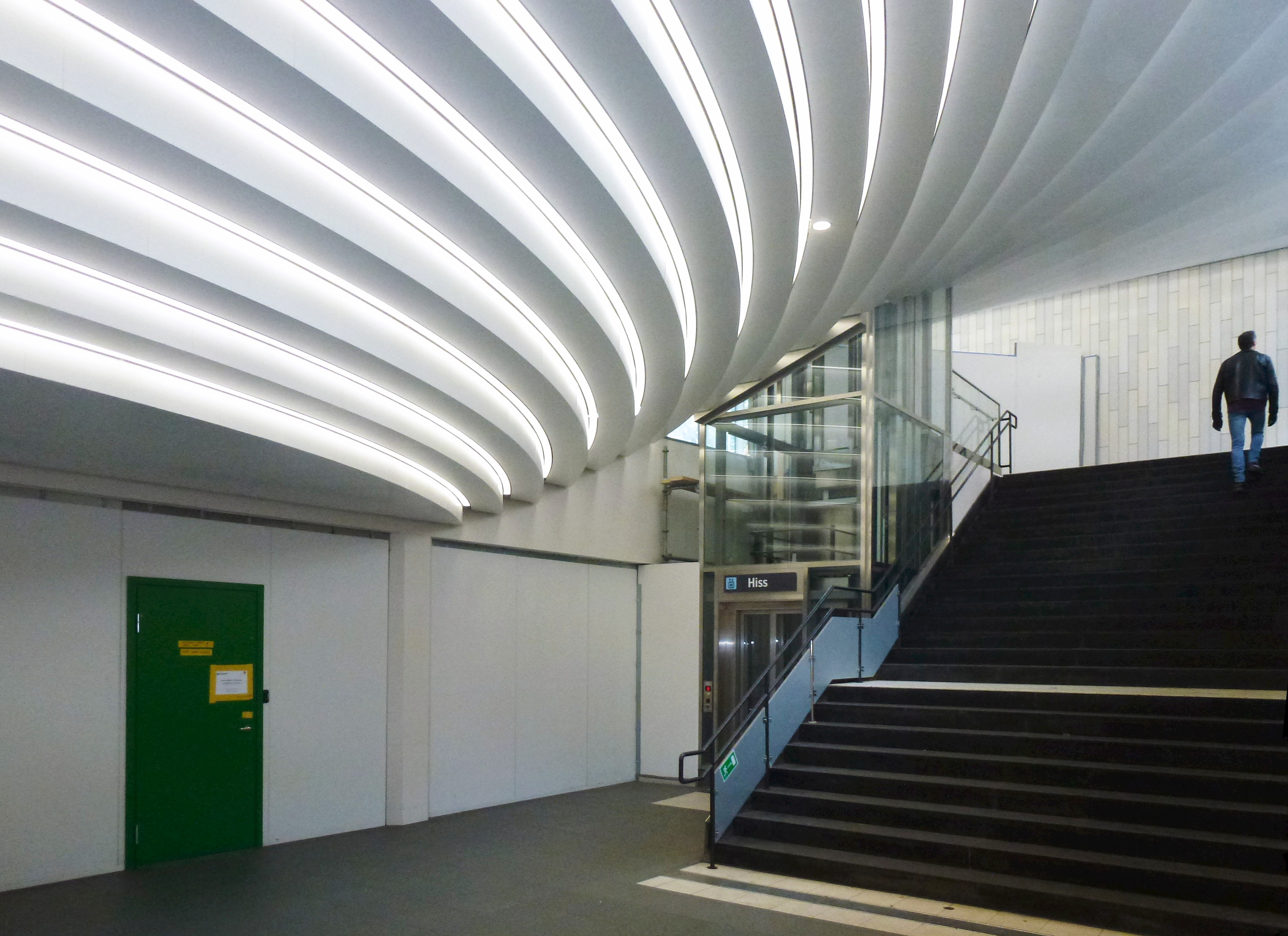
Nya uppgången i oktober 2014.